# Smith & Wesson Ladysmith
S&W Ladysmith (mais tarde simplesmente LadySmith) é a designação de uma série de revólveres fabricados pela Smith & Wesson a partir do início do século XX. Os primeiros modelos, dessa série, foram projetados para o calibre .22 Long. A partir da década de 1980, sob o apelido "LadySmith", ligeiramente modificado, a S&W fabricou vários revólveres de cano curto e pistolas semiautomáticas.

## Histórico
A Smith & Wesson tem produzido armas de fogo ao longo dos anos em vários tamanhos de quadro padronizados. O quadro padrão "M-frame" refere-se ao pequeno quadro inicial usado para o Ladysmith. Posteriormente, os pequenos revólveres LadySmith foram fabricados usando o quadro padrão "J-frame", um tanto maior, mas qua passou a ser o quadro padrão para os revólveres pequenos da S&W.
O minúsculo revólver Ladysmith, com quadro padrão "M-frame", .22" e ejetor manual foi produzido de 1902 a 1921, e mais tarde vários modelos de revólveres diminutos foram denominados LadySmith, capitalizando o "S".

## Modelos
- Smith & Wesson Model 36 LadySmith (AKA: Chief's Special LadySmith): um revólver de aço azulado, de quadro pequeno, 5 tiros em .38 Special.
- Smith & Wesson Model 60 LadySmith (AKA: Chief's Special LadySmith): um revólver de aço inoxidável, de quadro pequeno, 5 tiros em .38 Special ou .357 Magnum.[2]
- Smith & Wesson Model 65 LadySmith: um revólver de aço inoxidável, de quadro médio, 6 tiros em .357 Magnum.
- Smith & Wesson  Model 631 LadySmith: um revólver de aço inoxidável, de quadro pequeno, 6 tiros em .32 H&R Magnum.
- Smith & Wesson Model 642 LadySmith: um revólver de quadro pequeno em alumínio, 5 tiros em .38 Special, sem cão, e cilindro em aço inoxidável.
- Smith & Wesson Model 3913 LadySmith: uma pistola semiautomática compacta de 9 tiros em 9mm Luger, com quadro em alumínio e slide em aço inoxidável.